# Тениски центар Крендон Парк
Тениски центар Крендон Парк (енгл. Tennis Center at Crandon Park; или само Крендон Парк) је тениски центар у Ки Бискејну на Флориди.
Капацитет централног, највећег стадиона је 13.800 седећих места и од 1987. године се у њему одржава тениски турнир из категорије АТП Мастерс 1000. Први одигран меч на овом месту је био дана 11. марта 1994. године. За такмичење се користи дванаест терена, а шест служи за тренинге тенисера. У комплексу има још терена на разним подлогама, црвена и зелена шљака и два травната терена. Током већег дела године, и када се не игра Мајами опен, тениски центар је отворен за јавност. Сви терени, укључујући централни, су доступни људима за тренинге и рекреацију.
Крендон Парк је трећи дом турнира Мајами опен. Претходно је турнир прво организован у Делреј Бичу 1985. и затим се преселио у Бока Ратон 1986. године, да би од 1987. године одлучено да се турнир одржава у Ки Бискејну. На теренима тениског центра се одржава познати јуниорски турнир Оринџ Боул.